# Tanaisie commune
Tanacetum vulgare
Espèce
Classification phylogénétique
Statut de conservation UICN

 LC  : Préoccupation mineure

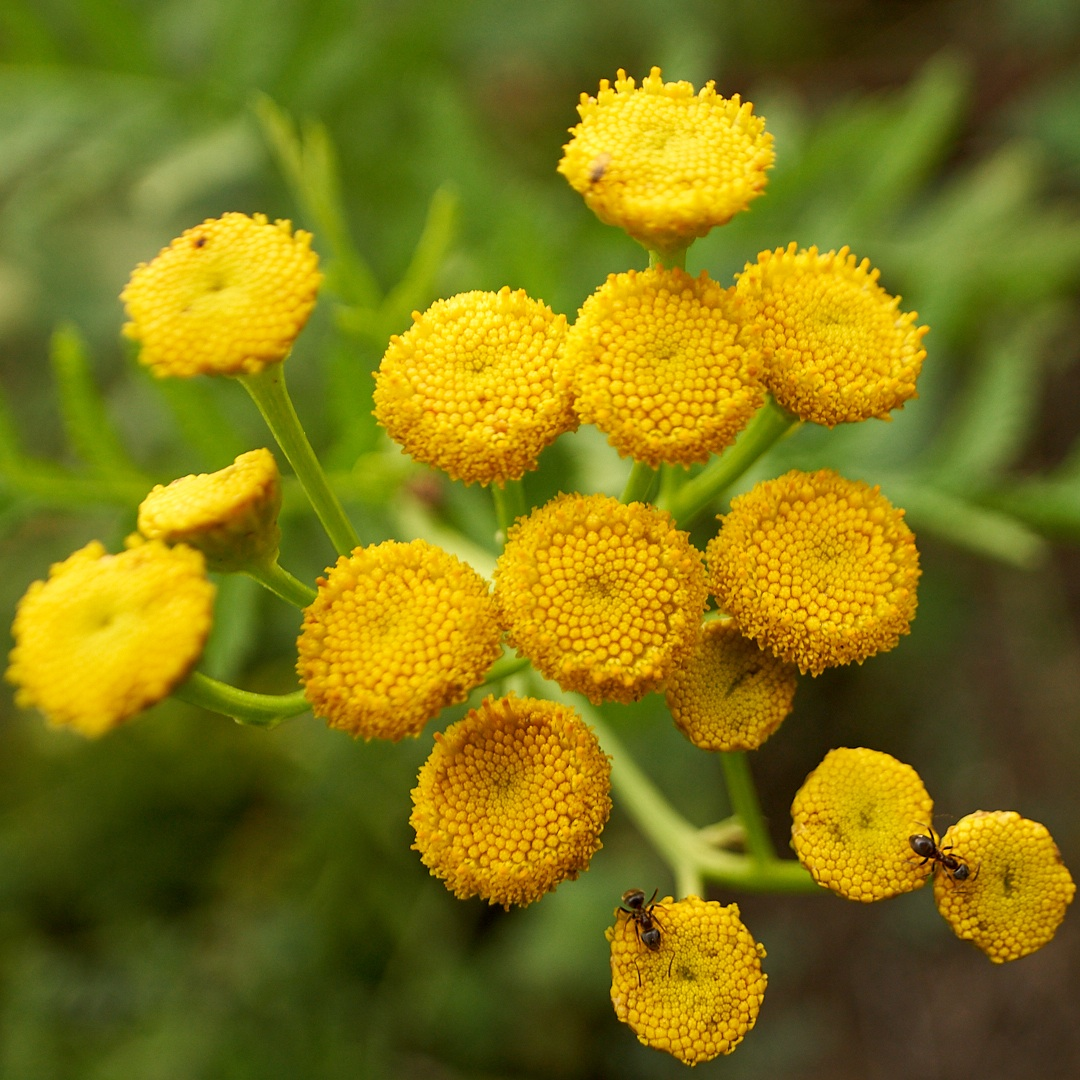
Type d'inflorescence : corymbe de capitules.

La Tanaisie commune (Tanacetum vulgare), souvent appelée Tanaisie tout court, est une espèce de plante à fleurs de la famille des Asteraceae, d'origine eurasiatique, très commune en Europe à l'état sauvage.
En raison d'une teneur élevée en huile essentielle, cette plante est très odorante dès qu'elle est touchée ou froissée. Elle est — à forte dose — toxique et psychoactive.
Cette odeur est connue, au moins depuis le Moyen Âge pour repousser certains insectes et acariens. Une espèce voisine, la Tanaisie annuelle (Tanacetum annuum), plus spécifique des régions méditerranéennes, a été testée comme source de chamazulène (une molécule antioxydante).

## Dénominations
- Noms vulgaires (vulgarisation scientifique) recommandés ou typiques en français : Tanaisie[4],[5],[6],[7], Tanaisie commune[5],[6],[8],[9], au Canada : Tanaisie vulgaire[10],[7],[9],
- Autres noms vulgaires ou noms vernaculaires (langage courant) pouvant désigner éventuellement d'autres espèces : barbotine[5] ou bartoline[6], herbe amère[5],[6], herbe aux vers[5],[6], herbe de saint Marc[5],[6], sent-bon[5],[8], tanacée[5],[6], tenacée[6] ou encore athanase[6]. Et aussi, aux Antilles : amande glaciale[11],[8], menthe glaciale[11] ou sept villes[11] et à la Réunion : absinthe[8].

## Description

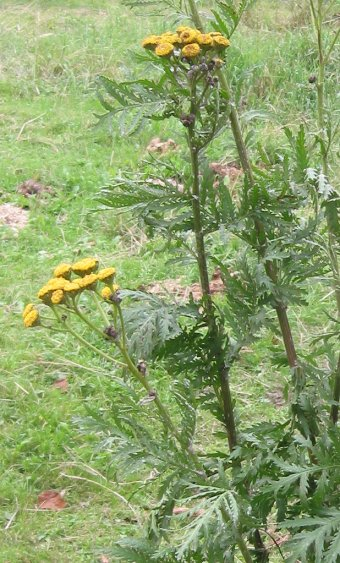
Tanaisie.

C'est une grande plante herbacée, vivace, aromatique, aux tiges érigées atteignant un mètre, aux feuilles finement divisées (pennatilobées), aux segments dentés, aux fleurs jaunes disposées en corymbes. Les fleurs sont constituées de fleurons tous identiques, groupées en capitules en forme de boutons.
Il existe de nombreux chémotypes de tanaisie caractérisés par leur odeur et dénommés d'après leur composant dominant. On trouve par exemple les chémotypes à camphre, à bornéol, à cinéol, etc.

## Toxicité
Cette plante contient des molécules qui sont — à forte dose — neurotoxiques, avec alors des effets psychoactifs (par exemple avec un changement de comportement observé en laboratoire chez la souris et un effet laxatifs (avec maux de ventre).
On sait depuis la fin du 19e siècle que son huile essentielle est convulsifiante et mortelle en injection, par ingestion et inhalation. Le vétérinaire Henri Benjamin en 1879 décrit une expérience réalisée par le docteur H. Peyrault mettant en évidence un syndrome rabique (l'animal intoxiqué cherche à mordre) chez le lapin intoxiqué par cette huile, un comportement qui n'apparaît pas si l'animal a antérieurement été exposé au chloral ou à de l’acide carbonique, mais sans que cela empêche que la mort survienne un peu plus tard.

## Caractéristiques
Organes reproducteurs :
- Type d'inflorescence : corymbe de capitules
- Répartition des sexes : hermaphrodite
- Type de pollinisation : entomogame, autogame
- Période de floraison : juillet à septembre

Graines :
- Type de fruit : akène
- Mode de dissémination : anémochore

Habitat et répartition :
- Habitat type : friches vivaces mésoxérophiles, plutôt médioeuropéennes
- Aire de répartition d'origine : eurasiatique

Données d'après : Julve, Ph., 1998 ff. - Baseflor. Index botanique, écologique et chorologique de la flore de France. Version : 23 avril 2004.

## État des populations
Si l'espèce a disparu des champs subissant une agriculture intensive ou de zones soumises à l'usage de désherbants ou de pâturages où on a voulu l'éradiquer, elle est encore très présente sur les friches, bord de routes et de cours d'eau.

## Usage

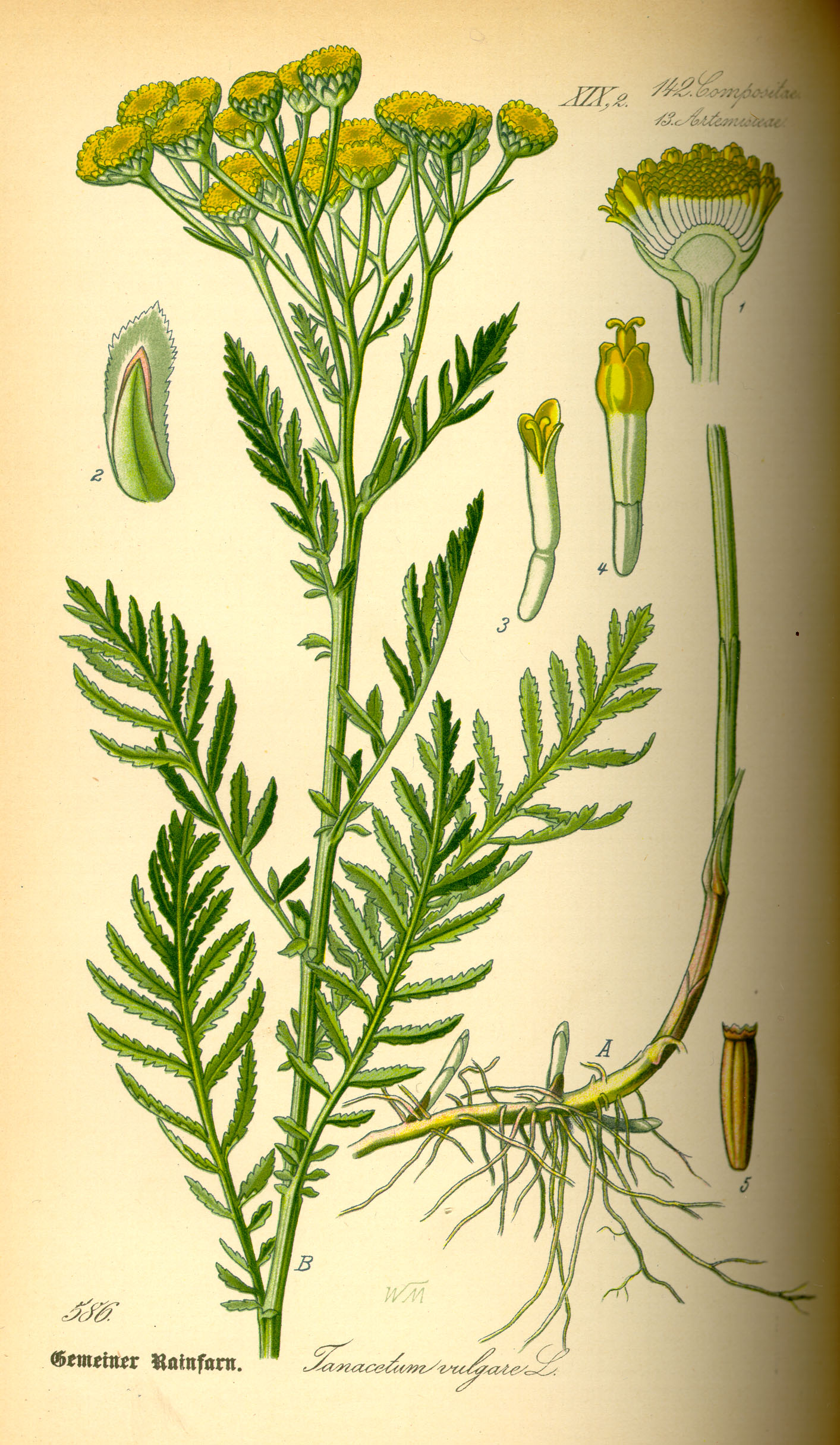
Planche botanique.

### Biochimie
Depuis 1878, plus de 100 études scientifiques ont porté sur les composants de cette plante, avec une centaine de composants identifiés.

Ainsi retrouve-on dans l'huile essentielle (obtenue par distillation de fleurs et/ou feuilles fraîches) une soixantaine de molécules. Les compositions et teneurs en différents composants peuvent toutefois grandement varier avec les espèces de tanaisies, les souches, variétés (une trentaine de chémotypes différents étaient déjà identifiés en 2018 dans le monde), conditions édaphiques de croissance, stade ontogénique (stade de croissance). Ces variations doivent être prises en compte, notamment pour l'huile essentielle à visée pharmaceutique.
Elle contient en outre :
- acides maliques, citrique , tartrique , oxalique ;
- tanacétène (qui la rend amère) ;
- flavonoïdes ;
- trans-thuyone ;
- acétate de trans-chrysantényle.

Des dizaines de ces molécules sont déjà connues comme biologiquement ou pharmacologiquement actives. C'est par exemple le cas des composés suivants :
- camphre (insectifuge)[16] ;
- chamazulène (antioxydant)[3] ;
- 1,8-cinéol (insectifuge)[16] ;
- Acétate de bornyle (insectifuge)[16] ;
- p-Cymène (insectifuge)[16] ;
- γ-terpinène (insectifuge)[16].

Une étude (2015) s'est intéressée aux variations de production d'huile essentielle à cinq stades ontogénétiques différents (rosette, initiation de la tige, bourgeonnement floral, pleine floraison et début de nouaison, avec des teneurs en huile respectivement évaluées à 0,52 ± 0,05 % ; 0,55 ± 0,02 % ; 0,53 ± 0,02 % ; 0,91 ± 0,01 % et 0,73 ± 0,05 %. La quantité la plus élevée d'huile essentielle produite par la tanaisie testée (% poids/poids) correspond au stade de pleine floraison ; sinon, la teneur en huile essentielle est assez similaire aux stades jeune (rosette), de la croissance de la tige et du bourgeonnement floral. Le taux de trans-thuyone est plus élevé (44 % de l'huile essentielle) aux stades de la rosette et de début de nouaison, alors que le taux de camphre est le plus élevé (31,04 %) lors du bourgeonnement floral. Quant au taux d'acétate de trans-chrysantényle, il connaît deux pics : lors de l'initiation de la tige et en pleine floraison.

### Usages médicinaux
Comme la grande et la petite Absinthes ou l'Armoise, c'est une tonique amère (son principe amer est le tanacétène).[réf. nécessaire]
Ses sommités fleuries ont été utilisées comme vermifuge mais par prudence, cet usage n'est plus recommandé car l'un des constituants de leur huile essentielle à odeur camphrée, la bêta-thuyone (l'un des deux isomères de la Thuyone), est toxique (abortive et neurotoxique épileptisante et convulsivante, et provocant des sensations de désinhibition avec à doses très élevées d'éventuelles hallucinations).[source détournée]
On utilise donc plutôt des feuilles, préparées en infusion, à relativement faible doses, réputées avoir des propriétés toniques, antispasmodiques et fébrifuges.[source insuffisante]
Durant la deuxième moitié du XXe siècle, une décoction de cette plante (dite Tansy Oil) était utilisée par les femmes (notamment au Royaume-Uni) pour provoquer l'arrivée des règles, généralement pour interrompre une grossesse,.
De même que le Carvi (Carum carvi), la médecine traditionnelle nord-Africaine utilise la Tanaisie contre l'hypertension artérielle. Selon Sanaa Lahlou (1996), chez le rat Wistar, en administration orale (unique et chronique, 1 000 mg/kg Pc) elle a un effet diurétique similaire à celui du furosémide (alors que le Carvi est comparable aux diurétiques thiazidiques. In vitro, son extrait aqueux (comme celui du Carvi) se montre vasodilatateur (de manière dose-dépendante) sur l'aorte du rat, et de manière plus marquée que ne l'est le carvi.
La fraction diéthyl éther de l'extrait se montre la plus active et la molécule en cause est l'eupatiline (flavone méthoxylée connu pour être vasodilatatrice).
Toxicité et sécurité :
Dans le modèle murin, la dose létale 50 (DL50) est de 9,9 g/kg par voie orale et de 2,8 g/kg par voie intrapéritonéale. Les doses administrées sur trois mois n’ont pas montré de différences significatives dans les paramètres hématologiques et biochimiques entre groupe de rats traités et groupe témoin de rats non traités.

### Bioinsecticide

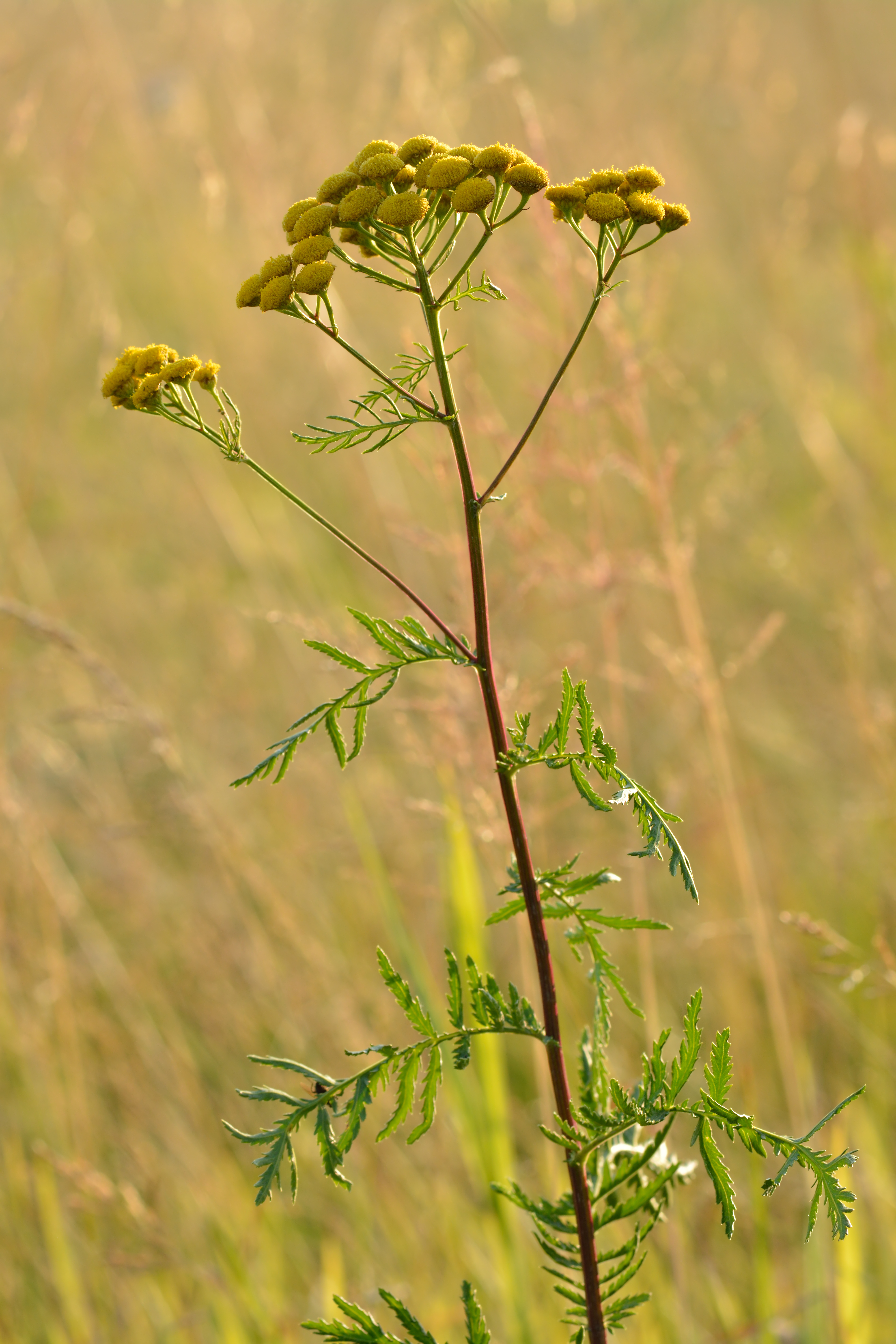
Tanacetum vulgare.

Cette plante (botaniquement proche des pyrèthres), est également insectifuge, éloignant par son odeur les fourmis, les mites, les puces, les punaises, les otiorhynques, le doryphore prédateur de la pomme de terre, la Tordeuse à bandes obliques, papillon nord-américain dont la chenille fait parfois des ravages sur les rosiers et de nombreux arbres fruitiers de la famille des Rosaceae (tels que pommiers, poiriers, pêchers), la pyrale Acrobasis advenella, le coléoptère Aethina tumida, le Bombyx disparate (Lymantria dispar, devenu localement envahissant et considéré comme un ravageur problématique dans certains forêts feuillues de l'hémisphère nord, chênaies notamment) , etc. On l'emploie alors mise en sachets de feuilles et d'inflorescences séchées. La plante fraîche peut aussi être utilisée directement, par exemple comme répulsif contre les tiques, on peut se frotter les poignets, la nuque, les chevilles avec une feuille, dont l'odeur repousse tiques et moustiques. Des extraits aqueux et divers composants de l'huile essentielle se sont montrés actifs contre divers insectes.
En arboriculture une pulvérisérisation d'infusion de fleurs peut être utilisée contre les pucerons et les fourmis qui les protègent.
En viticulture, cette plante affecte négativement la reproduction de l'Eudémis de la vigne (Lobesia botrana), un lépidoptère ravageur de la vigne.

### Usages alimentaires

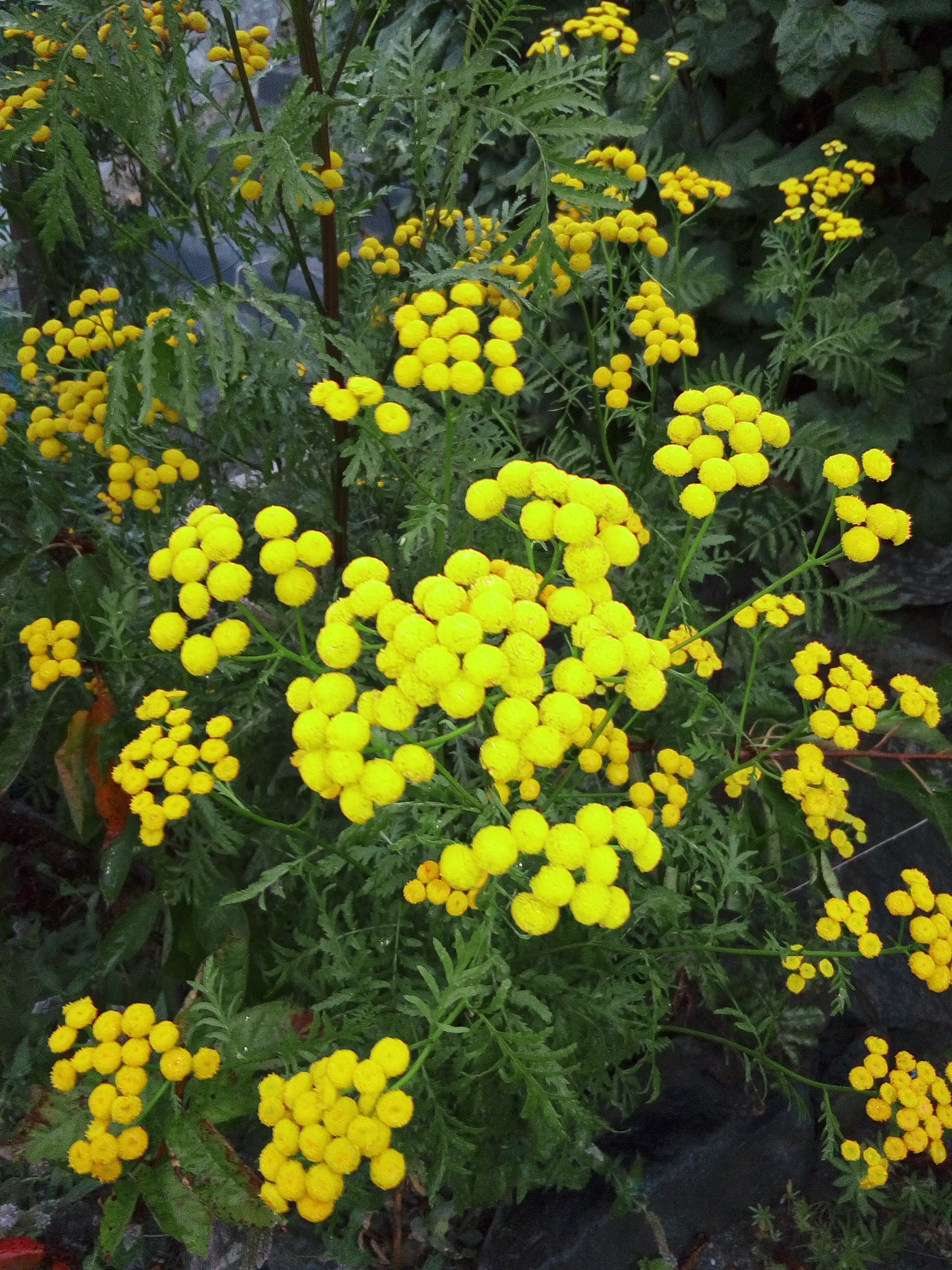
Éclairage sur les inflorescences.

Cette plante est citée dans le capitulaire De Villis datant du début du IXe siècle, parmi les plantes potagères et aromatiques recommandées.
En raison de son parfum camphré puissant et de son goût amer, elle était utilisée à petite dose comme épice. Une recette du Liber cure cocorum en propose quelques feuilles hachées pour aromatiser l’omelette.
Son infusion aromatisait des sirops, liqueurs, limonades et vins.
Ses feuilles (fraîches ou séchées) aromatisaient pâtisseries (pudding de Pâques en Angleterre) et accompagnaient les viandes.

### Teinture
La fleur de tanaisie commune est utilisée pour teindre les cheveux en jaune afin d'obtenir une coloration blonde éclatante ou une coloration kaki.

### En apiculture
La plante séchée est utilisée par certains apiculteurs comme combustible pour l'enfumoir. Elle aurait l'avantage d'avoir un effet calmant sur les abeilles et l'odeur de la fumée produite serait sans incidence sur le goût du miel (contrairement à l'usage du carton par exemple).

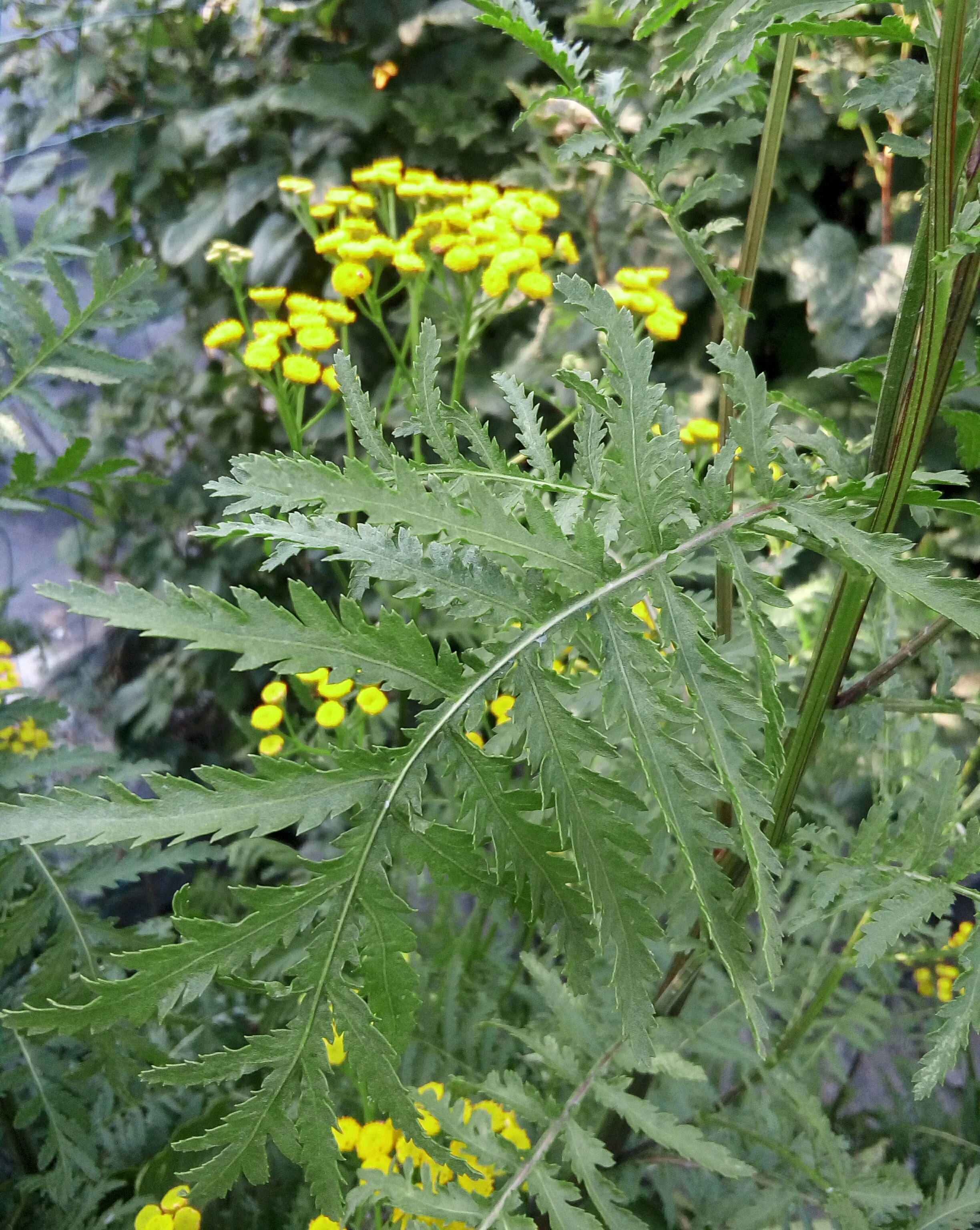
Feuille composée de tanaisie commune.

### Plante ornementale
C'est aussi une plante ornementale des jardins privés ou publics, notamment la variété crispum aux feuilles frisées et très découpées. Quand le milieu lui convient bien, elle peut être localement envahissante.

## Mise en culture
Au début des années 2000, pour répondre aux besoins de la chimie verte et des industries pharmaceutique et des biopesticides, des tests de culture avec différents régimes de récolte ont concerné plusieurs génotypes de tanaisie collectés au Canada (Richters et Goldsticks) et en Norvège (Steinvikholmen, Alvdal et Brumunddal), en recherchant à la fois une production élevée de biomasse et un bon rendement en huile essentielle de qualité. 
D'importantes variations de rendements en huile essentielle ont été constatés (42,1 à 44,5 L/ha pour les génotypes canadiens contre 'seulement' 21,0 à 38,4 L/ha pour les génotypes norvégiens testés. Les premières expériences laissent penser que « les génotypes de tanaisie pourraient être regroupés dans les chémotypes suivants : cinéole−acétate de bornyle/bornéol−α-terpinéol) et le chémotype distinct Richters, avec des concentrations moyennes d'acétate de (E)-chrysanthényle > 40 % dans l'HE des feuilles et des fleurs ».

## Synonymes
- Chrysanthemum vulgare (L.) Bernh.
- Tanacetum boreale Fisch. ex DC.